# Nibelungenkaserne (Regensburg)

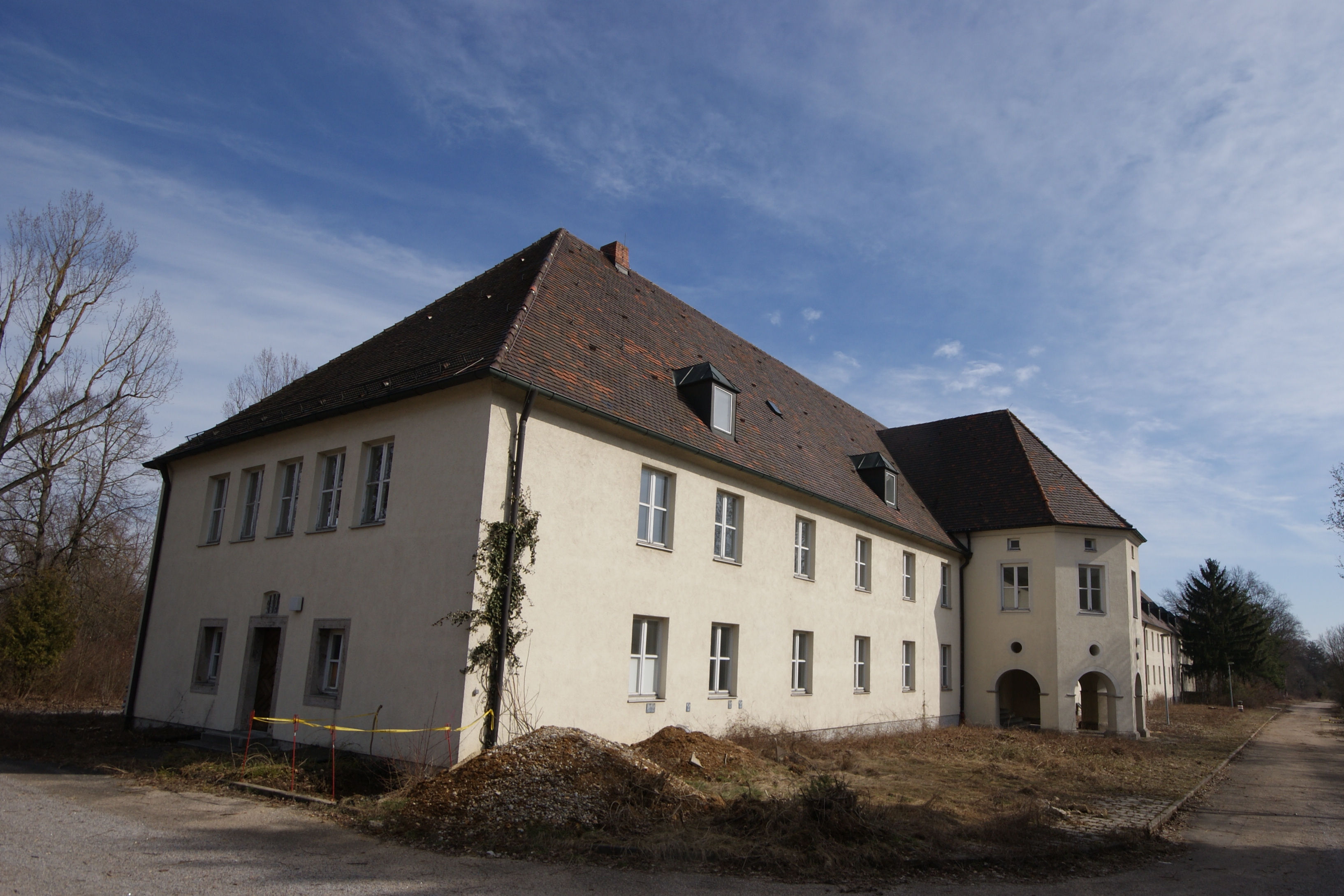
Ehemalige Nibelungenkaserne Großer Schlangenbau

Die Nibelungenkaserne war eine Kaserne der Bundeswehr im südlichen Stadtgebiet (Stadtbezirk Galgenberg) von Regensburg. Sie war die letzte der vier Bundeswehrkasernen in Regensburg und mit einer Fläche von 33 Hektar (andere Angaben 35 und 40 ha) auch die größte. 2007 wurden die letzten aktiven Einheiten abgezogen und 2010 das Dienstleistungszentrum geschlossen. Am 26. April 2011 wurde der Kaufvertrag unterschrieben und die Kaserne ging in das Eigentum der Stadt Regensburg über.

## Geschichte und Nutzung

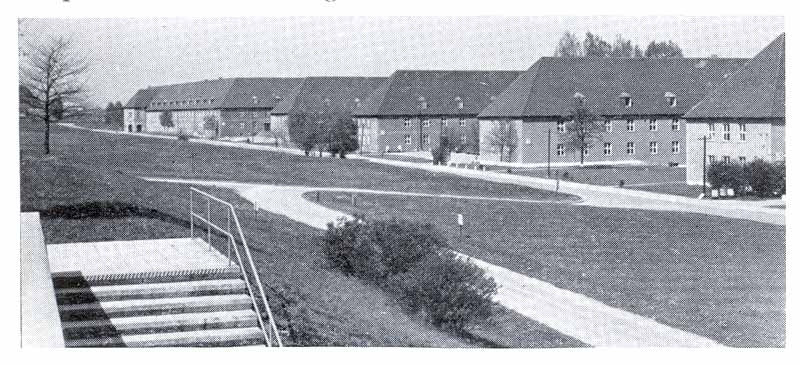
„Fort Skelly“ (1950)

Die Kaserne wurde in den Jahren 1939 bis 1941 nach einem Entwurf der Bauverwaltung der Luftwaffe unter Mitarbeit von Ignaz Hirner für die Flakartillerie erbaut. Am 13. März 1945 wurde sie bei einem US-amerikanischen Luftangriff schwer beschädigt und wenig später, am 27. April, von der 3. US-Armee eingenommen. Nach dem Krieg wurde sie bis 1964 als „Fort Skelly“ vom 11th Armored Cavalry Regiment der US-Armee genutzt. Nach der Schließung der Kaserne und der teilweisen Neubauung des Areals wurde die ehemalige Hauptzufahrtsstraße als Erinnerung in „Fort-Skelly-Straße“ umbenannt.
Die US-Streitkräfte errichteten im Westen des Geländes einen eigenen Flugplatz, dessen Landebahn annähernd in Nord-Süd-Richtung im Bereich der heutigen Otto-Hahn-Straße verlief. Dieser war jedoch nur kurz in Betrieb, dann wurde der Flugverkehr auf den ehemaligen Werksflugplatz der Messerschmitt GmbH nach Prüfening verlegt und die Landebahn mit Wohnungen überbaut.
Im September 1965 bezog die Heeresflugabwehrtruppe der Bundeswehr die in Nibelungenkaserne umbenannte Kaserne.

Verbandswappen der 4. Panzergrenadierdivision

Sie beheimatete bis zu ihrer Schließung hauptsächlich zwei Verbände der 4. Panzergrenadierdivision, das Flugabwehrregiment 4 und das Feldartilleriebataillon 41. In der Zeit des Kalten Krieges waren fast 2000 Soldaten dort stationiert. Zum Großgerät gehörten unter anderem die 36 Flugabwehrkanonenpanzer Gepard, die über eine betonierte Ausfahrt im Osten der Kaserne zu Übungen auf dem südlich von Regensburg gelegenen Standortübungsplatz Oberhinkofen verlegt wurden. Auch M107- und M110-Artilleriegeschütze und M109 Panzerhaubitzen waren dort stationiert; die beiden letztgenannten Geschütze wären in der Lage gewesen, im Rahmen der nuklearen Teilhabe auch US-amerikanische Artilleriegranaten mit Atomsprengkopf zu verschießen.
Mit der Auflösung der 4. Panzergrenadierdivision bezogen das Fernmeldebataillon 4 und die Division Spezielle Operation (DSO) das Areal.

## Standortauflösung und heutige Nutzung

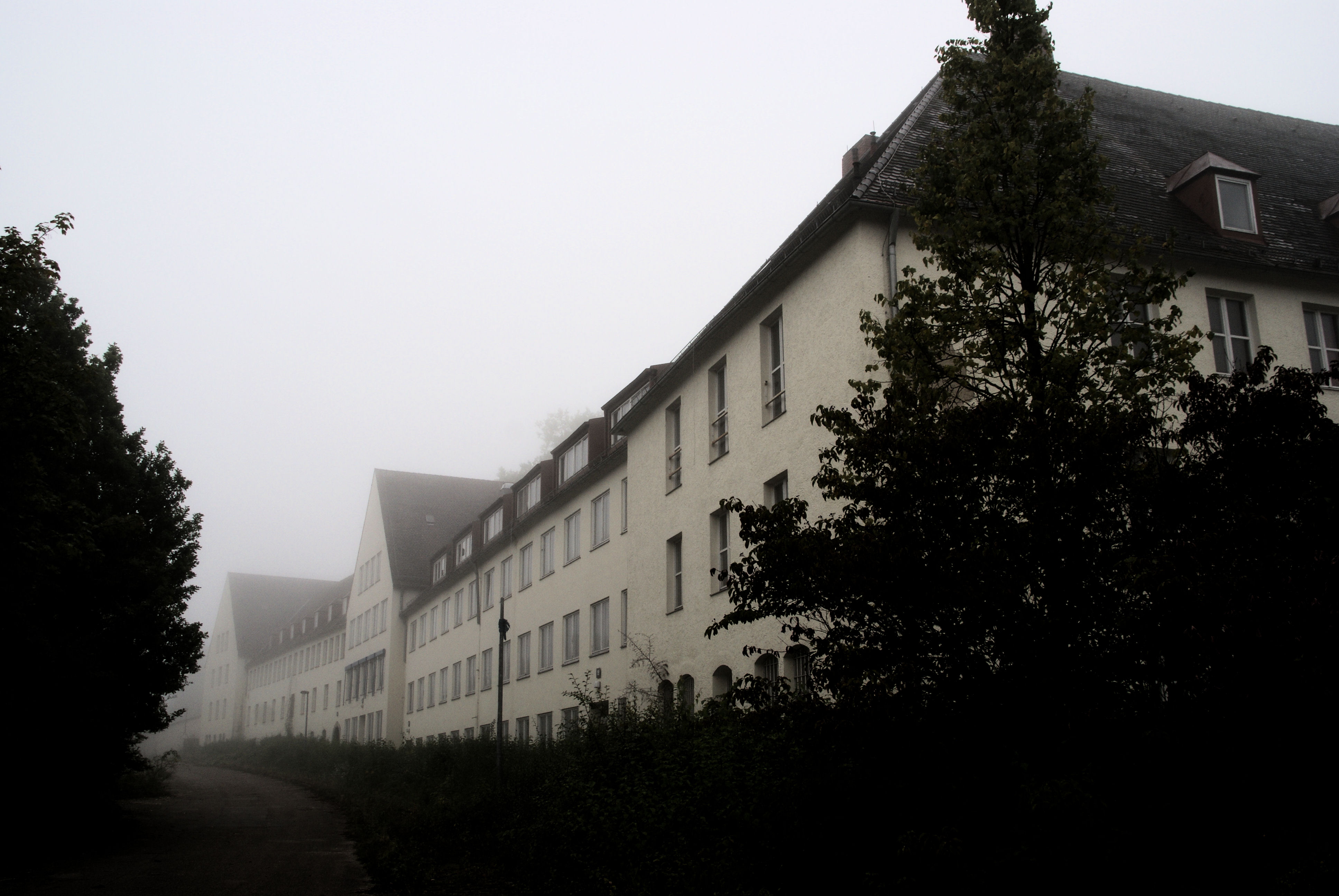
Ehemalige Nibelungenkaserne
Kleiner Schlangenbau

Das Gelände wurde bis 2007 militärisch genutzt. Nach Auflösung des Bundeswehrstandorts fiel das Areal zunächst an die Bundesanstalt für Immobilienaufgaben. Im Jahr 2011 ging er mit Gebäuden in das Eigentum der Stadt Regensburg über, und viele Bauten wurden unter Denkmalschutz  (D-3-62-000-1601) gestellt. Nicht zu erhalten war der „Große Schlangenbau“, der abgebrochen wurde.

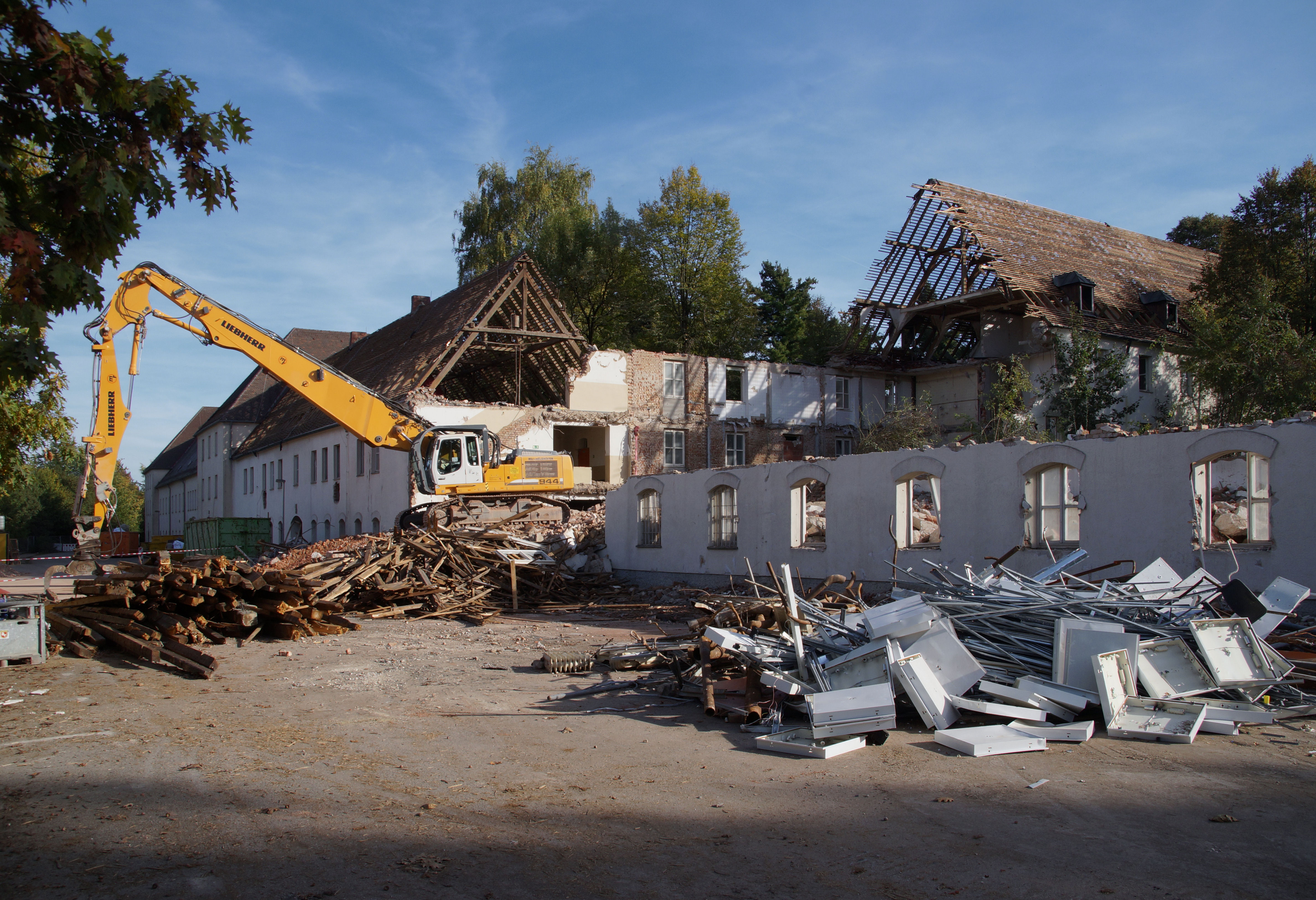
Nibelungenkaserne Regensburg, Abbruch des Großen Schlangenbaus

Anschließend erfolgten Verhandlungen der Stadt mit der Universität Regensburg, die das ehemalige Stabsgebäude von der Stadt erwarb und es an das Studentenwerk Niederbayern/Oberpfalz übergab, um auf dem Gelände Wohnungen und Wohnheime für Studierende zu planen bzw. zu errichten. Geplant wurde auch ein Gästehaus mit 20 Apartments für Gastwissenschaftlerinnen und -wissenschaftler sowie 25 Wohnplätze für internationale Studentinnen und Studenten mit Gemeinschaftsbereichen und Freianlagen.
Der Flächennutzungsplan sieht eine gewerbliche Nutzung für rund ein Drittel der Fläche als TechCampus Regensburg vor. Die unmittelbare Nähe zum Hochschulcampus mit der Universität Regensburg und der OTH Regensburg ist dabei der Entwicklung von Wissenschaft und Wirtschaft förderlich. Zwischen dem Quartiersplatz und der Galgenbergstraße wurde die TechBase erbaut, ein Zentrum für technologie-orientierte Startups, Industrieunternehmen und Forschungsprojekte. In dem Bau sind 77 Unternehmen ansässig mit rund 300 Büros, über 7000 m² Bürofläche und 1000 m² Werkstatt- und Forschungsfläche.